# George B. Seitz
George Brackett Seitz (3 de janeiro de 1888 – 8 de julho de 1944) foi um roterista, ator, diretor e produtor cinematográfico estadunidense, além de ter apresentado incursões na dramaturgia. Ele foi o autor de vários roteiros para os seriados que fizeram sucesso nas primeiras décadas do cinema, tais como The Perils of Pauline, produzido pela Pathé e The Exploits of Elaine, da Wharton Studios, ambos de 1914.
Foi o dono da George B. Seitz Productions e co-fundador da Astra Film Corporation, ativa entre 1916 e 1920.

## Biografia

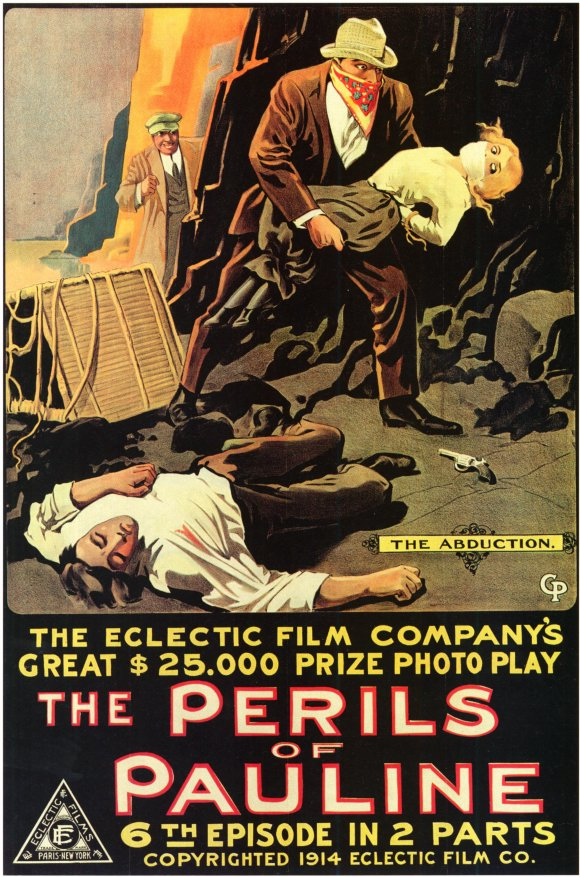
The Perils of Pauline, seriado de 1914 com roteiro de George B. Seitz.

Seitz nasceu em Boston, Massachusetts, iniciando sua carreira como dramaturgo e como escritor de ficção para pulp magazines, tais como Adventure e People's Magazine.
Em 1913, deixou o teatro e começou a trabalhar em Fort Lee, Nova Jérsei, onde teve início a indústria de cinema estadunidense. Seitz dirigiu 107 filmes, escreveu 31 roteiros e atuou em 7 filmes.
Seitz, ao contrário de muitos colegas dedicados aos filmes B, sobreviveu à mudança do cinema mudo para o cinema sonoro, dirigindo com sucesso dramas, comédias e Westerns. Foi o dono da George B. Seitz Productions e co-fundador da Astra Film Corporation, ativa entre 1916 e 1920. Trabalhou posteriormente para companhias cinematográficas tais como Columbia Pictures e MGM, onde dirigiu 11 dos filmes de Andy Hardy entre 1930 e 1940.
Foi o pai de George B. Seitz Jr, escritor e diretor nos anos 1940 e 1950, na televisão.
Seitz morreu em Hollywood, Califórnia.

## George B. Seitz Productions

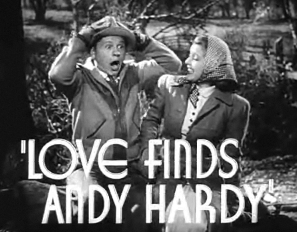
Love Finds Andy Hardy, comédia romântica com Mickey Rooney, Judy Garland e Lana Turner, de 1938, dirigida por George B. Seitz.

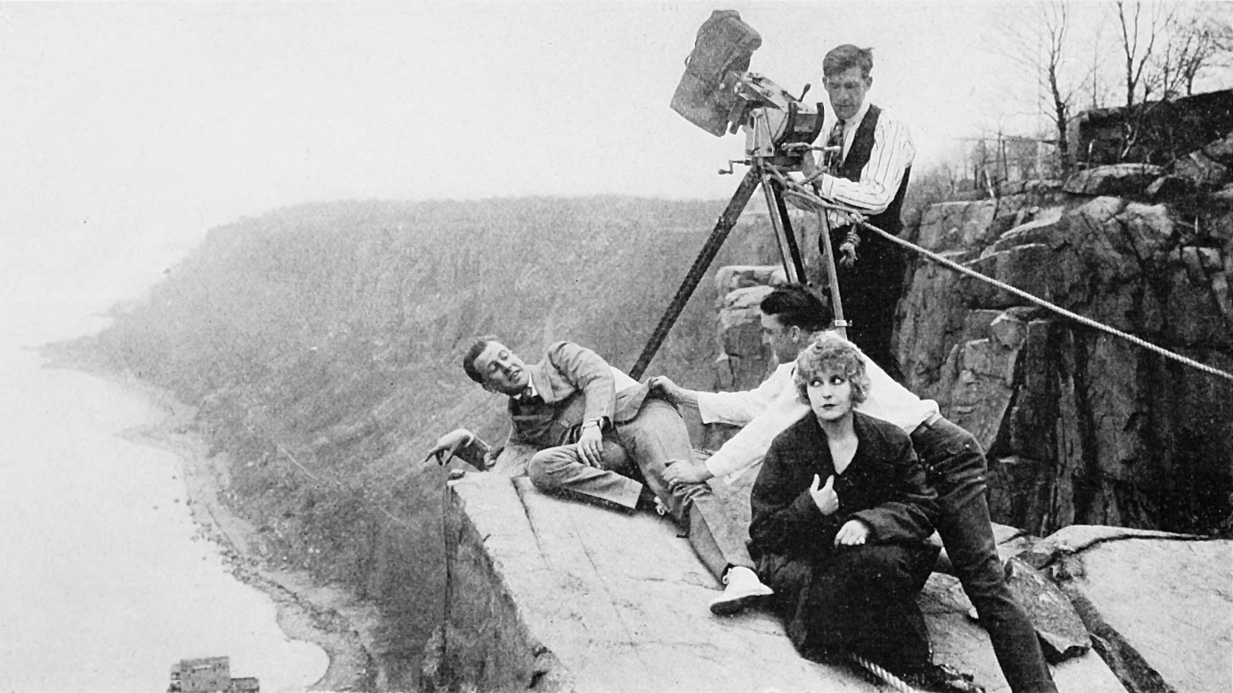
Cena da filmagem do seriado The House of Hate, apresentando Pearl White, Antonio Moreno, o diretor George B. Seitz e o cinegrafista Arthur Charles Miller.

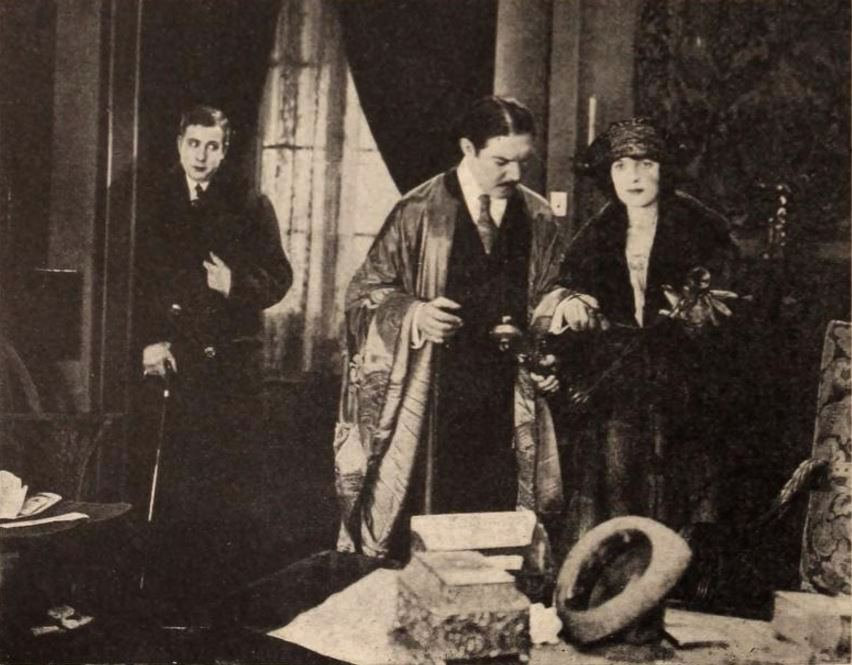
Cena do seriado Velvet Fingers (1920) com George B. Seitz, Harry Semels e Marguerite Courtot, p. 40 de 27 de novembro de 1920, Exhibitors Herald

A companhia produtora cinematográfica de George B. Seitz realizou os filmes:
- Bound and Gagged (1919) (direção e produção)
- The Black Secret (1919)
- Pirate Gold (1920)
- The Phantom Foe (1920)
- Velvet Fingers (1920)
- Rogues and Romance[10] (1920)
- The Sky Ranger (1921)
- The Yellow Arm (1921)
- Hurricane Hutch (1921)
- Go Get 'Em Hutch (1922)
- Speed (1922)
- Plunder (1923)

## Filmografia parcial
- The Perils of Pauline (1914) (roteiro)
- The Exploits of Elaine (1914) (ator, roteiro e direção)
- The Romance of Elaine (1915) (direção e ator)
- The Shielding Shadow (1916) (roteiro e direção)
- The Iron Claw (1916) (roteiro, ator e direção)
- The Fatal Ring (1917) (ator, roteiro e direção)
- The House of Hate (1918) (direção)
- The Honest Thief (1918)
- Getaway Kate (1918)
- The Lightning Raider (1919) (roteiro e direção)
- Bound and Gagged (1919)
- The Black Secret (1919) (ator, direção, produção)
- The Phantom Foe (1920)
- Pirate Gold (1920)
- Velvet Fingers (1920)
- Rogues and Romance (1920)
- The Sky Ranger (1921)
- Hurricane Hutch (1921) (direção e produção)
- Go Get 'Em Hutch (1922)
- Speed (1922)
- Plunder (1923) (direção e produção)
- The Way of a Man (1924)
- Leatherstocking (1924)
- The Fortieth Door (1924)
- Into the Net (1924)
- Galloping Hoofs (1924)
- Sunken Silver (1925)
- Wild Horse Mesa (1925)
- The Vanishing American (1925)
- Desert Gold (1926)
- The Last Frontier (1926)
- The Ice Flood (1926)
- Pals in Paradise (1926)
- Jim, the Conqueror (1926)
- The Blood Ship (1927)
- Great Mail Robbery (1927)
- The Isle of Forgotten Women (1927)
- The Tigress (1927)
- The Warning (1927)
- After the Storm (1928)
- Ranosn (1928)
- Beware of Blondes (1928)
- Court-Martial (1928)
- The Circus Kid (1928)
- Blockade (1928)
- Hey Rube! (1928)
- Black Magic (1929)
- Murder on the Roof (1930)
- Guilty? (1930)
- Midnight Mystery (1930)
- Danger Lights (1930)
- The Lion and the Lamb (1931)
- The Drums of Jeopardy (1931)
- Arizona (1931)
- Shanghaied Love (1931)
- Night Beat (1931)
- Sally of the Subway (1932)
- Temptation's Workshop (1932)
- Docks of San Francisco (1932)
- Sin's Pay Day (1932)
- Passport to Paradise (1932)
- The Widow in Scarlet (1932)
- Treason (1933)
- The Thrill Hunter (1933)
- The Women in His Life (1933)
- Lazy River (1934)
- The Fighting Ranger (1934)
- Buried Loot (1935)
- Society Doctor (1935)
- Shadow of Doubt (1935)
- Times Square Lady (1935)
- Calm Yourself (1935)
- Woman Wanted (1935)
- Alibi Racket (1935)
- Desert Death (1935)
- Kind Lady (1935)
- The Last of the Mohicans (1936) (direção)
- Exclusive Story (1936)
- Absolute Quiet (1936)
- The Three Wise Guys (1936)
- Tarzan Escapes (1936)
- Mad Holiday (1936)
- Under Cover of Night (1937)
- Mama Steps Out (1937)
- A Family Affair (1937)
- The Thirteenth Chair (1937)
- Between Two Women (1937)
- My Dear Miss Aldrich (1937)
- You're Only Young Once (1937)
- Andy Hardy's Dilemma: A Lesson in Mathematics... and Other Things (1938)
- Judge Hardy's Children (1938)
- Yellow Jack (1938)
- Love Finds Andy Hardy (1938)
- Out West with the Hardys (1938)
- The Hardys Ride Again (1939)
- The Hardys Ride High (1939)
- 6,000 Enemies (1939)
- Thunder Afloat (1939)
- Judge Hardy and Son (1939)
- Andy Hardy Meets Debutante (1940)
- Kit Carson (1940)
- Sky Murder (1940)
- Gallant Sons (1940)
- Andy Hardy's Private Secretary (1941)
- Life Begins for Andy Hardy (1941)
- A Yank on the Burma Road (1942)
- The Courtship of Andy Hardy (1942)
- Mister Gardenia Jones (1942)
- Pierre of the Plains (1942)
- Andy Hardy's Double Life (1942)
- Andy Hardy's Blonde Trouble (1944)